# کریس کانیون
کریس کانیون (به انگلیسی: Chris Kanyon) (۴ ژوئیه ۱۹۷۰ – ۲ آوریل ۲۰۱۰) کشتی حرفه‌ای کار آمریکایی بود. بعد از مرگ وی همجنس‌گرایی توسط نزدیکانش علنی شد.